# Aeroport d'Estocolm-Skavsta
L'Aeroport d'Estocolm-Skavsta (suec: Stockholm Skavsta flygplats) o Aeroport de Nyköping (codi IATA: NYO, codi OACI: ESKN) és un aeroport internacional suec situat al municipi de Nyköping del Comtat de Södermanland, i uns 100 km al sud-oest d'Estocolm. Dona servei a aerolínies de baix cost i operadors de mercaderies i és el cinquè aeroport de Suècia.
L'aeroport està allunyat del centre d'Estocolm i fora del comtat d'Estocolm, però usa el seu nom amb propòsits de màrqueting. Localment l'aeroport es coneix amb el nom de Skavsta. L'aeroport principal d'Estocolm és l'aeroport d'Estocolm Arlanda.